# Hornblotton
Hornblotton är en by i civil parish West Bradley, i enhetskommunen Somerset, i grevskapet Somerset, i England. Byn är belägen 19 km från Yeovil. Hornblotton var en civil parish fram till 1933 när blev den en del av West Bradley. Civil parish hade 57 invånare år 1931. Byn nämndes i Domedagsboken (Domesday Book) år 1086, och kallades då Horblawetone/Horblawetona.